# ديتر بروك
ديتر بروك (بالإنجليزية: Dieter Brock) هو لاعب كرة قدم أمريكية ولاعب كرة القدم الكندية أمريكي، ولد في 12 فبراير 1951 في برمنغهام في الولايات المتحدة.

## وصلات خارجية
- ديتر بروك على موقع مرجع كرة القدم المحترفة.كوم (الإنجليزية)
- ديتر بروك على موقع JustSportsStats.com (الإنجليزية)
- ديتر بروك على موقع قاعة ألاباما للمشاهير الرياضية (مؤرشف) (الإنجليزية)